# Цзецзинькоу-Нанайская национальная волость
Цзецзинькоу-Нанайская национальная волость (кит. упр. 街津口赫哲族乡, пиньинь Jiējīnkǒu Hèzhézú Xiāng) – это национальная волость в составе городского уезда Тунцзян, городского округа Цзямусы, в северо-восточной китайской провинции Хэйлунцзян. Муниципалитет имеет площадь 288,8 км² и около 3400 жителей (конец 2009 года). Он расположен непосредственно на южном берегу среднего течения Амура (в Китае также называемого как Хэйлунцзян), который образует границу с Россией, и окружён лесными горами в трёх других направлениях. Соя в основном выращивается в Цзецзинькоу. Кроме того, рыболовство на Амуре играет важную роль в экономической жизни. Сообщество является одним из традиционных поселений хэчжэнов, тунгусо-маньчжурской народности из Северо-Восточной Азии, которые традиционно жили охотой и рыболовством.

## Состав
В волость входят 6 деревень:
- 街津口村
- 卫明村
- 卫国村
- 卫华村
- 卫星村
- 卫垦村